# Кордон під контролем
«Кордон під контролем» — радянський художній фільм, знятий в 1937 році режисерами Василем Журавльовим і Костянтином Когтєвим. Вийшов на екрани 9 лютого 1938 року.

## Сюжет
1930-ті роки. З фашистської Німеччини на територію Радянського Союзу проникають диверсант і супроводжуюча його охорона. Частина шпигунів потрапляє в руки прикордонників. За допомогою колгоспників прикордонникам вдається виявити інших ворогів і після запеклої перестрілки взяти їх в полон.

## У ролях
- Костянтин Нассонов —  полковник
- Семен Свашенко —  Сташенко, старший лейтенант
- Галина Могилевська —  Галя, дружина Сташенка
- Костянтин Градополов —  боєць, старший наряду № 2
- Віктор Аркасов —  Василь Головін, молодий боєць
- Федір Селезньов —  Федір Орєхов, боєць
- Михайло Вікторов —  Григорій Хмельов, боєць
- Віктор Шепель —  Вітюша, боєць
- Лев Прозоровський —  начальник відділу іноземної розвідки
- Павло Массальський —  пан Казимир, іноземний офіцер
- Михайло Гродський —  барон Отто фон Штейнбах, агент іноземної розвідки
- Данило Введенський —  Долбня, порушник кордону, колишній власник хутора
- В'ячеслав Новиков —  Бірюк, Смолокуров, прихований ворог
- І. Москвін —  Буйко, працівник кооперації, прихований ворог
- Едуард Гунн —  Федорчук, порушник кордону, колишній куркуль
- Євгенія Мельникова —  Стася, колгоспниця
- Костя Тиртов —  Петрусь, пастух
- Микола Туманов —  Філіппок
- Йосип Толчанов —  помічник начальника застави
- Павло Цибін —  лісоруб
- Василь Галактіонов —  боєць
- Анатолій Шибко —  син Сташенка

## Знімальна група
- Режисер: Василь Журавльов
- Співрежисер — Костянтин Когтєв
- Сценарист: Михайло Долгополов і Ілля Бачеліс
- Оператор-постановник: Микола Прозоровський
- Художник: Яків Фельдман
- 2-й оператор: П. Крашенинников
- Композитор: Микита Богословський
- Автор тексту пісень: Васілій Лебедєв-Кумач
- Звукооператор: К. Нікітін
- Звукооформлювач: С. Юрцев
- Диригент: Давид Блок
- Монтажер: Г. Шимкович
- Консультант: Вольдемар Ульмер